# アーチ式コンクリートダム
アーチ式コンクリートダム（アーチしきコンクリートダム、Concrete Arch Dam、CAD）は、主にコンクリートを主要材料として使用し、
曲線（アーチ）形をした弓状の壁で水圧などの外力を受け、その外力を両岸および底部の岩盤で支える型式のダム。上空から眺めると河川を横断する堤体が弧を描くように見える。略してアーチダムともいう。

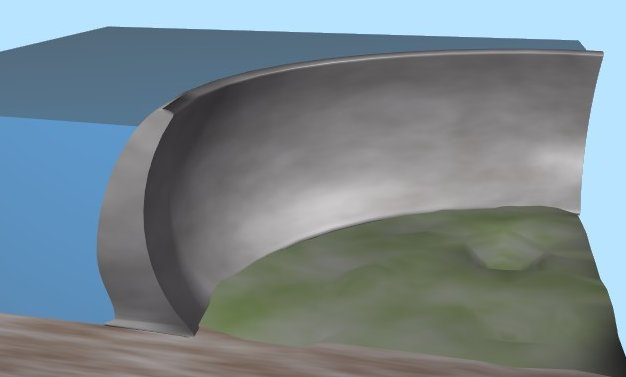
アーチ式コンクリートダムの断面模式図

## 特徴

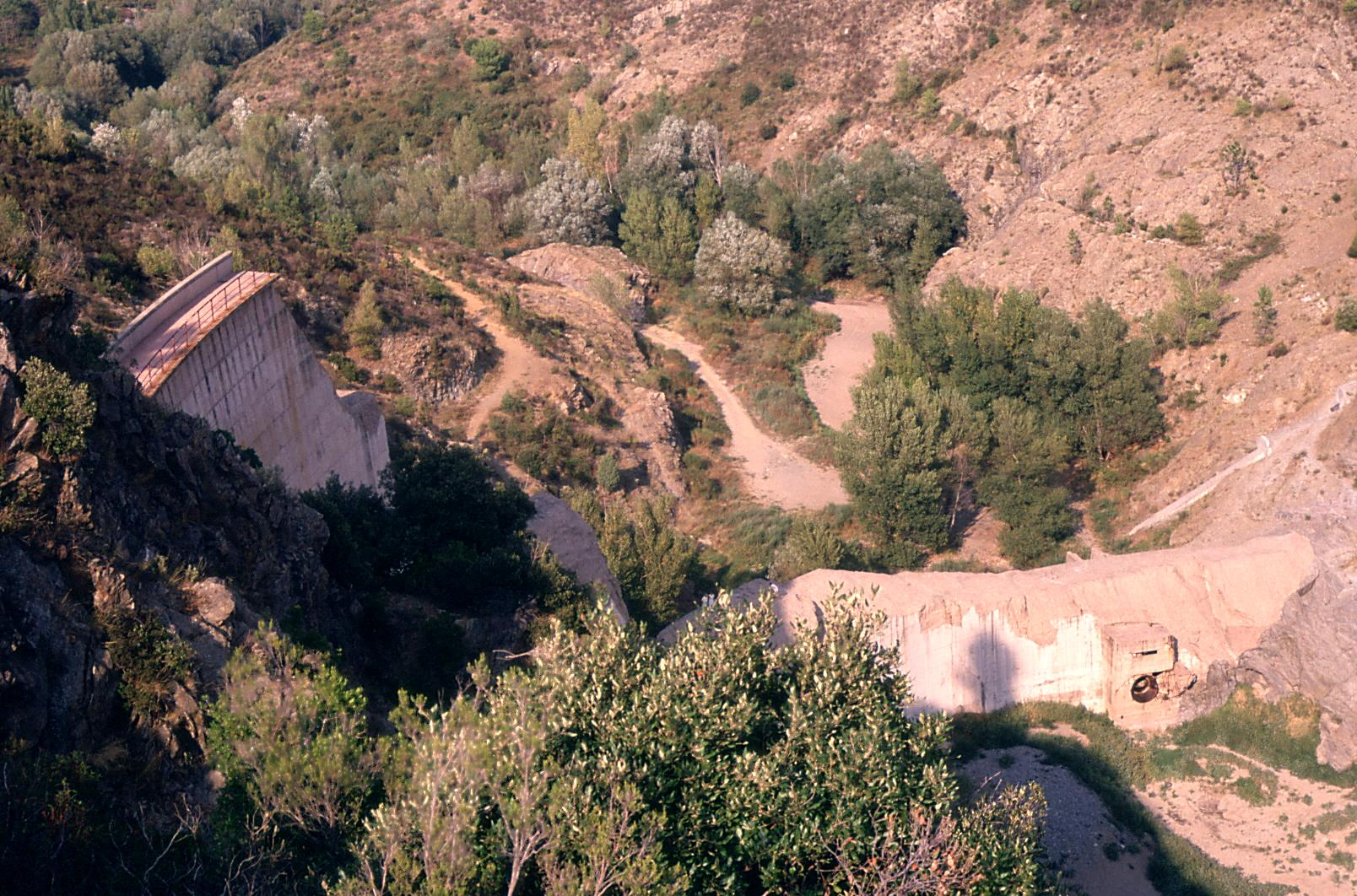
脆弱な岩盤に建設したため決壊したマルパッセダムの残骸（フランス）

アーチダムには様々な亜型があるが、最も多いのは下流側に湾曲したドーム型アーチ式コンクリートダムである。形状が複雑で設計が難しいが、最も少ないコンクリートの量で建設でき、これが現在まで続く主流のアーチ式コンクリートダムの基本形となっている。このほかにも放物線アーチダムや湾曲していない円筒型アーチダムなどがある。派生した型式としてカナダのダニエルジョンソンダムや日本の豊稔池ダムなどで採用された複数のアーチが連なるマルチプルアーチダムや、ロシアのサヤノシュシェンスカヤダム、アメリカのフーバーダムなどで採用された重力式コンクリートダムの特徴を併せ持った重力式アーチダムがある。
アーチダムはコンクリートの使用量が少なく済み、重力式コンクリートダムに比べて工費圧縮が可能で経済性に優れる。その反面、重力ダムのようにダム自体の重量を利用して貯水池の水圧によるダムを転倒させる力に対抗することが難しい。このためダムに掛かる水圧をアーチで湾曲させることで両側山腹の岩盤に圧力を分散させて水圧に耐える構造となっている。従ってアーチダムを建設するには莫大な水圧に耐えられるだけの強固な両側基礎岩盤の存在が絶対条件であり、建設可能な地点は限定される。フランスのマルパッセダム決壊事故では、基礎岩盤の強度が不十分であったことで試験的に貯水する試験湛水の最中にダムが水圧に耐えられず、岩盤もろともダム堤体が崩壊し大惨事を招いた。マルパッセダム事故はアーチダム施工に大きな影響を与え、日本でも黒部ダムにおいてダムを補強するため両側にウイングを設けて水圧に耐えられるようにした。
洪水吐き（こうずいばき）については、ほとんどのアーチダムに常用洪水吐き（非洪水時・小規模の洪水時の放流設備）が備えられており、ダム堤体中央部に単独または複数のゲートを設置し放流を行う。スキージャンプ式の洪水吐きをダム両側に備えるものや、ロックフィルダムのように山腹に洪水吐きを設けダム自体は洪水吐きを設けない非越流型もある。非常用洪水吐きについては自然越流・ゲート放流を含め中央越流型洪水吐きが多く採用されている。また、多くのアーチ式コンクリートダム堤体下流側の表面には巡視路が設けられている。これはキャットウォークと呼ばれる。ちなみにロックフィルダムにおける巡視路は「犬走り」と呼ばれる。

## 世界のアーチダム
古くからヨーロッパなどで建設され、中世、スペインに建設されたアリカンテダムは300年間堤高世界一の記録が破られなかったという話が残されている。
既設で最も高いアーチ式ダムは雅礱江に建設された中国の錦屏第一ダムであるが、現在イランにて建設中のバフティヤーリーダムが完成するとそれを抜いて世界一となる。また世界で最も総貯水容量が大きいカリバダム（ジンバブエ・ザンビア）はアーチダムであり、その総貯水容量は約1,806億 t を有し琵琶湖の約68倍の容量を誇る。
| 堤高 順位 | 国名     | ダム名               | 堤高 (m) | 総貯水 容量 (千m3） | 完成年 | 備考                 |
| --------- | -------- | -------------------- | -------- | ------------------- | ------ | -------------------- |
| 1位       | イラン   | バフティヤーリーダム | 325.0    | 3,100,000           | 建設中 |                      |
| 2位       | 中国     | 錦屏第一ダム         | 305.0    | 7,700,000           | 2013年 |                      |
| 3位       | 中国     | 小湾ダム             | 292.0    | 15,100,000          | 2010年 |                      |
| （参考）  | イタリア | バイオントダム       | 262.0    | 168,000             | 1960年 | 地すべり事故後、放棄 |

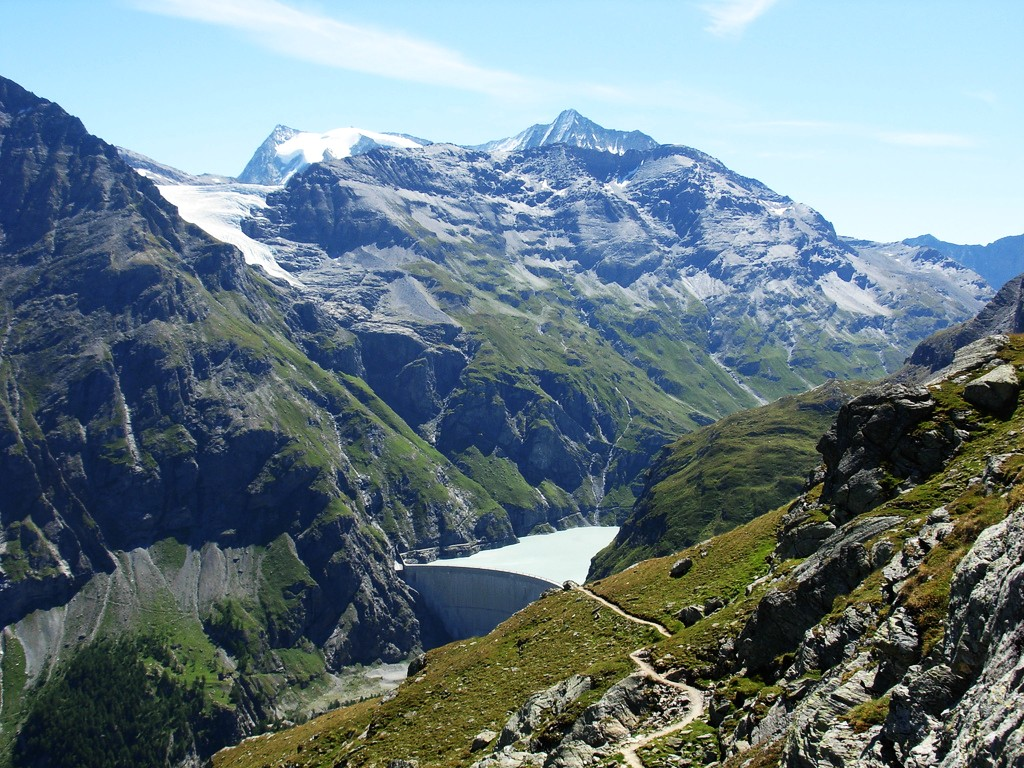
モーボアソンダム（スイス） 高さ 250 m
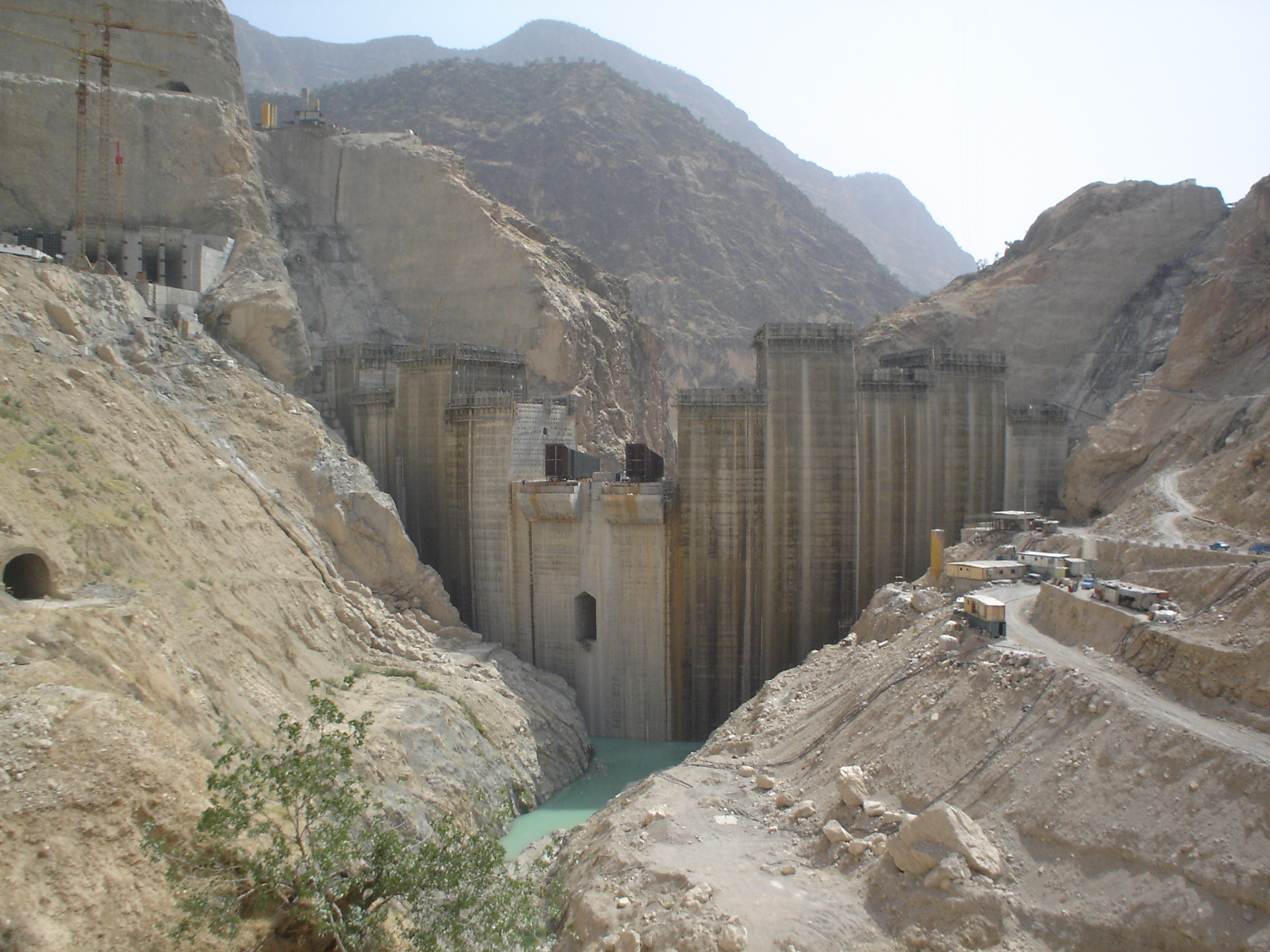
カールーン第四ダム（イラン） 高さ 230 m
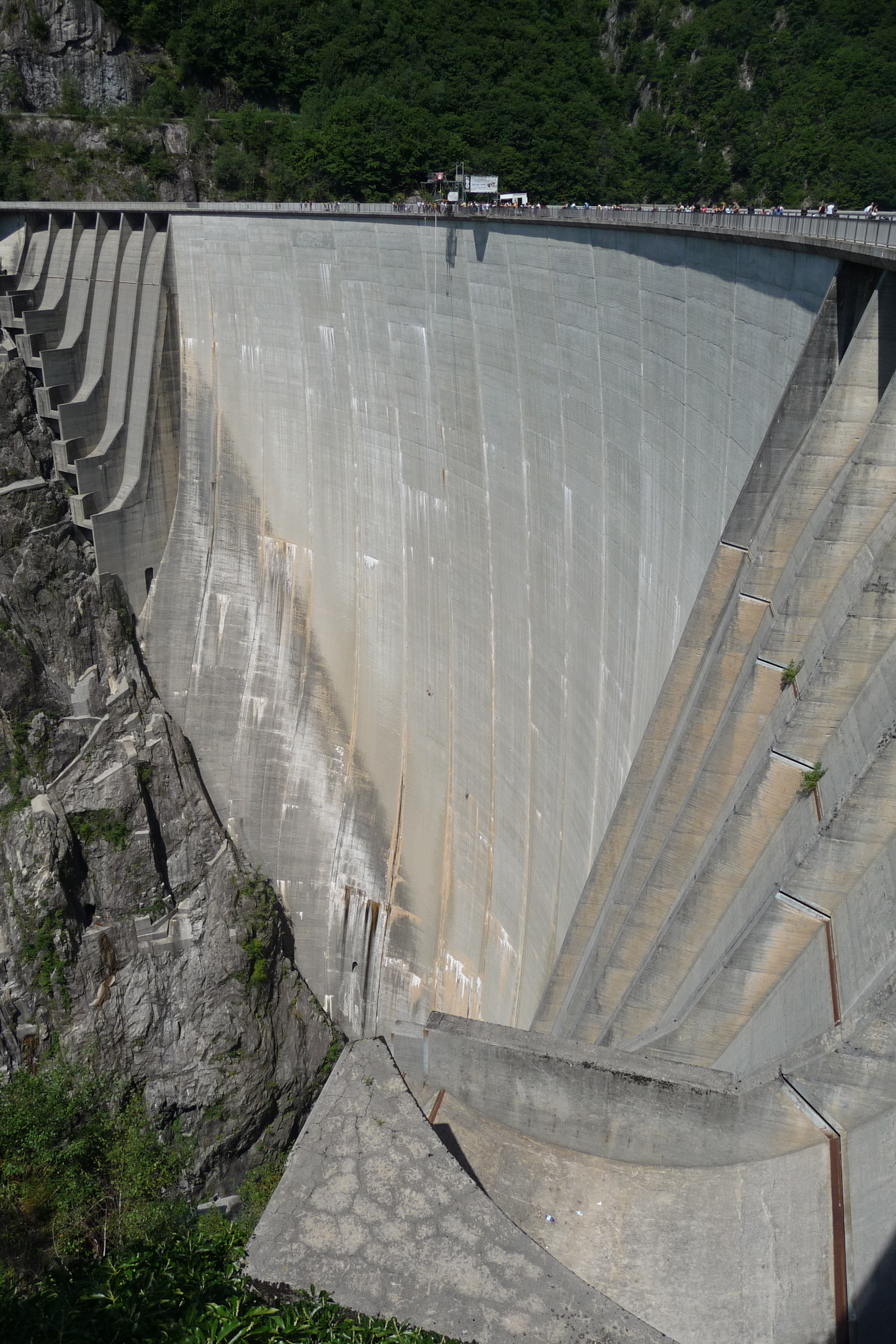
ヴェルサスカダム（スイス） 高さ 220 m
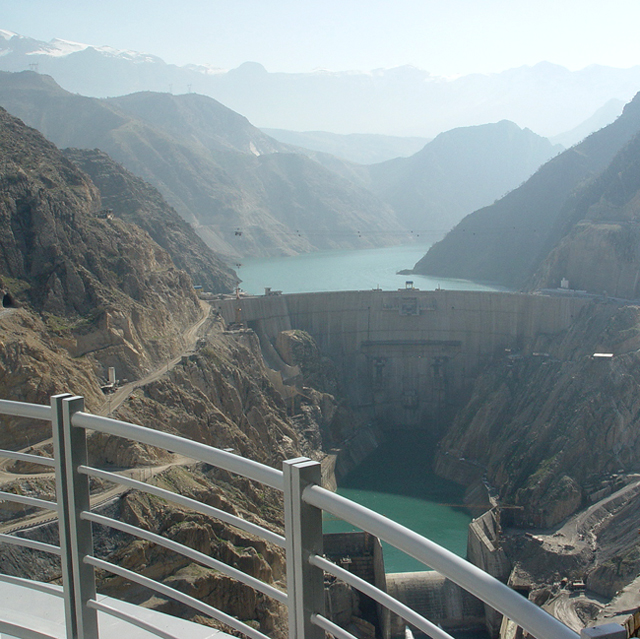
カールーン第三ダム（イラン） 高さ 205 m
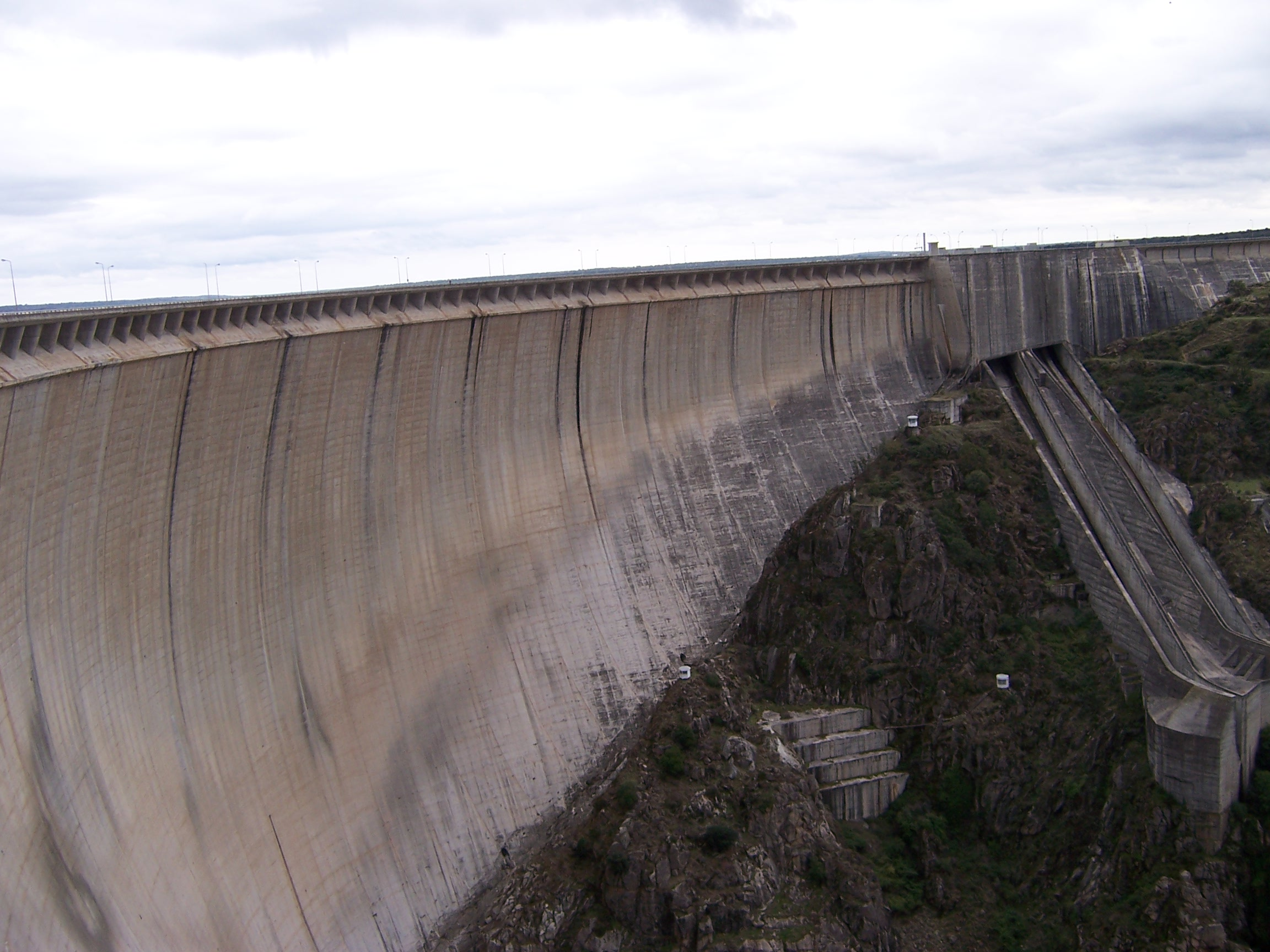
アルメンドラダム（スペイン） 高さ 202 m
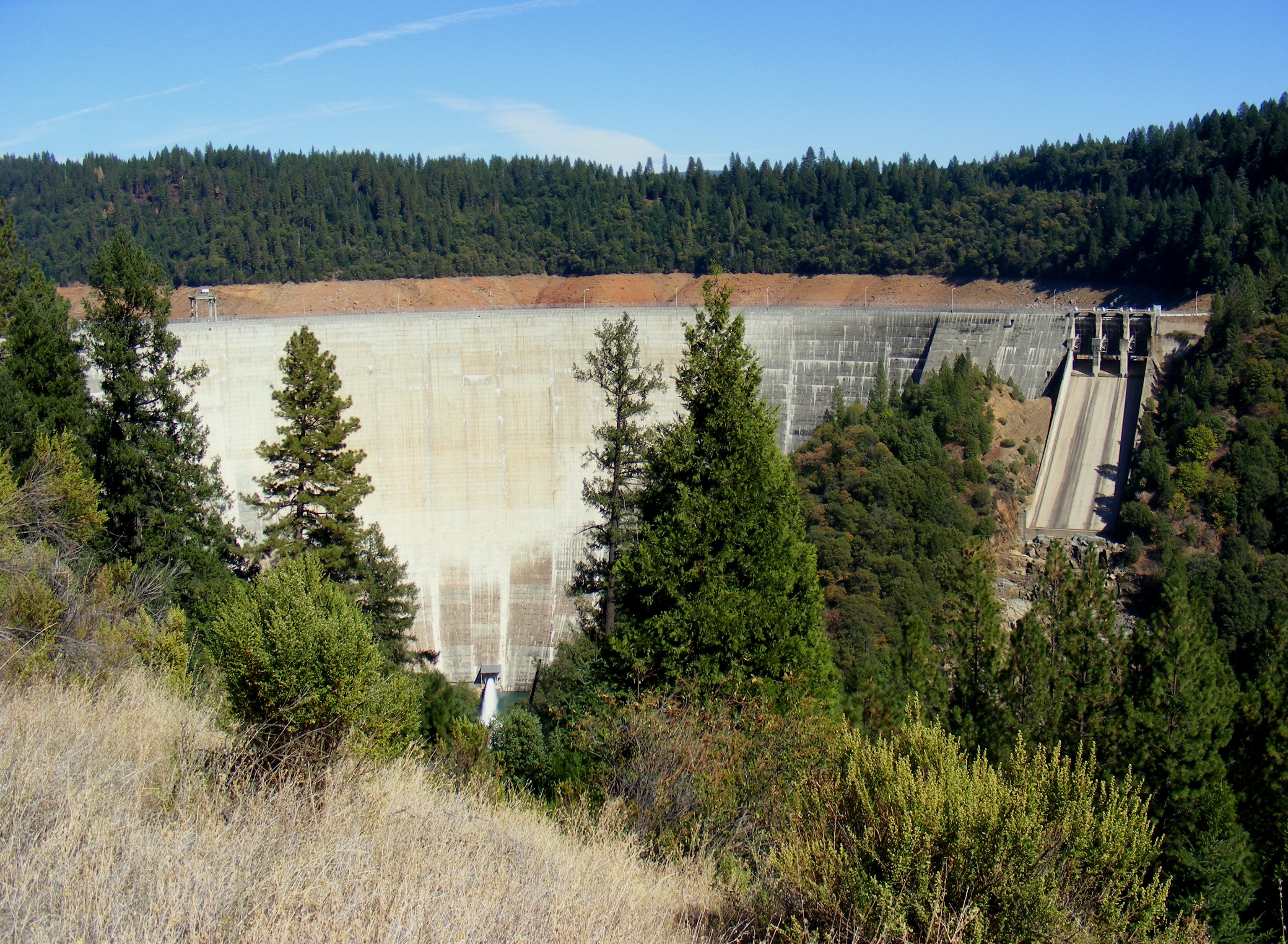
ニューブラーズバーダム（アメリカ）高さ 195 m
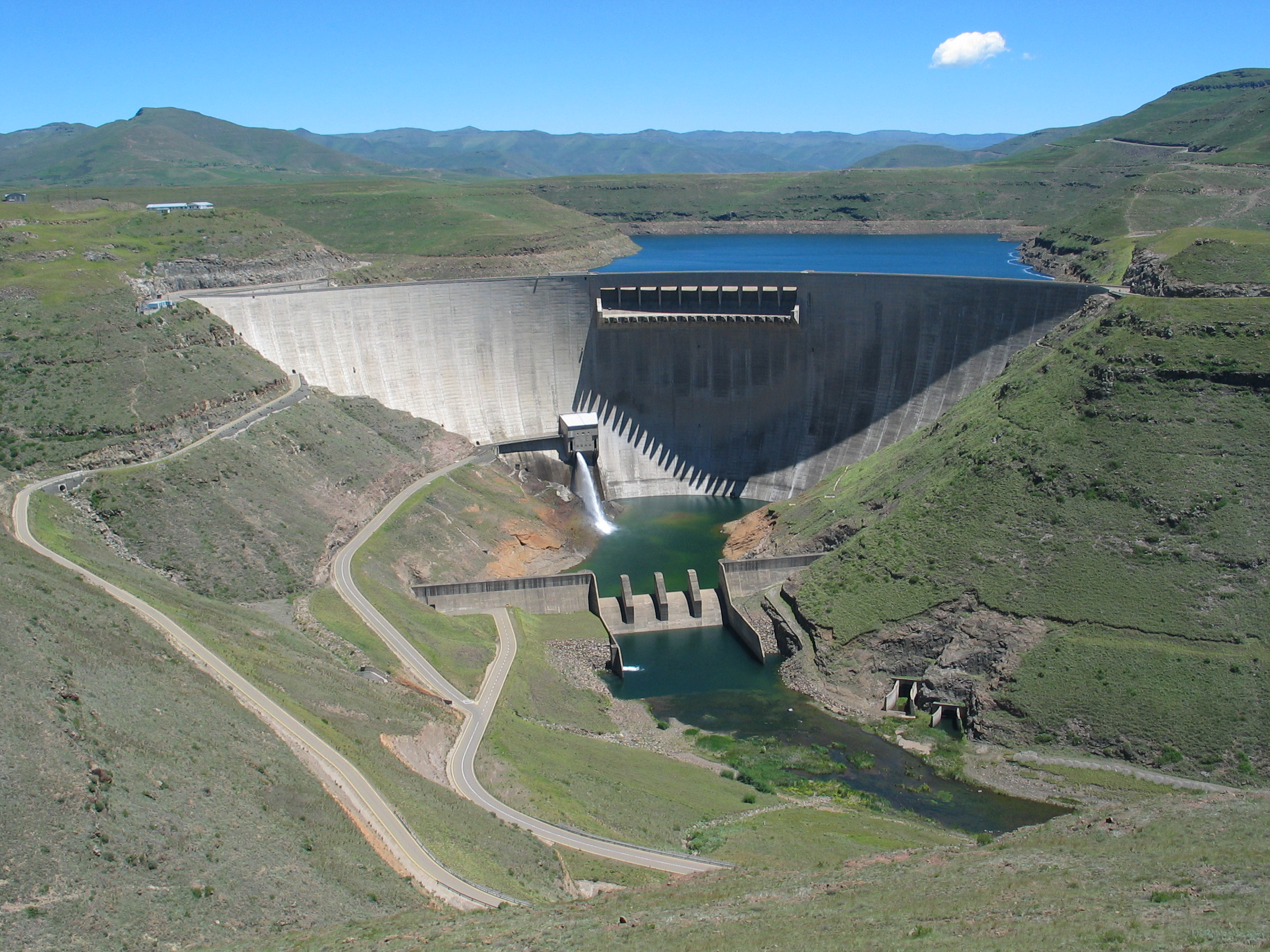
カッツェダム（レソト） 高さ 185 m
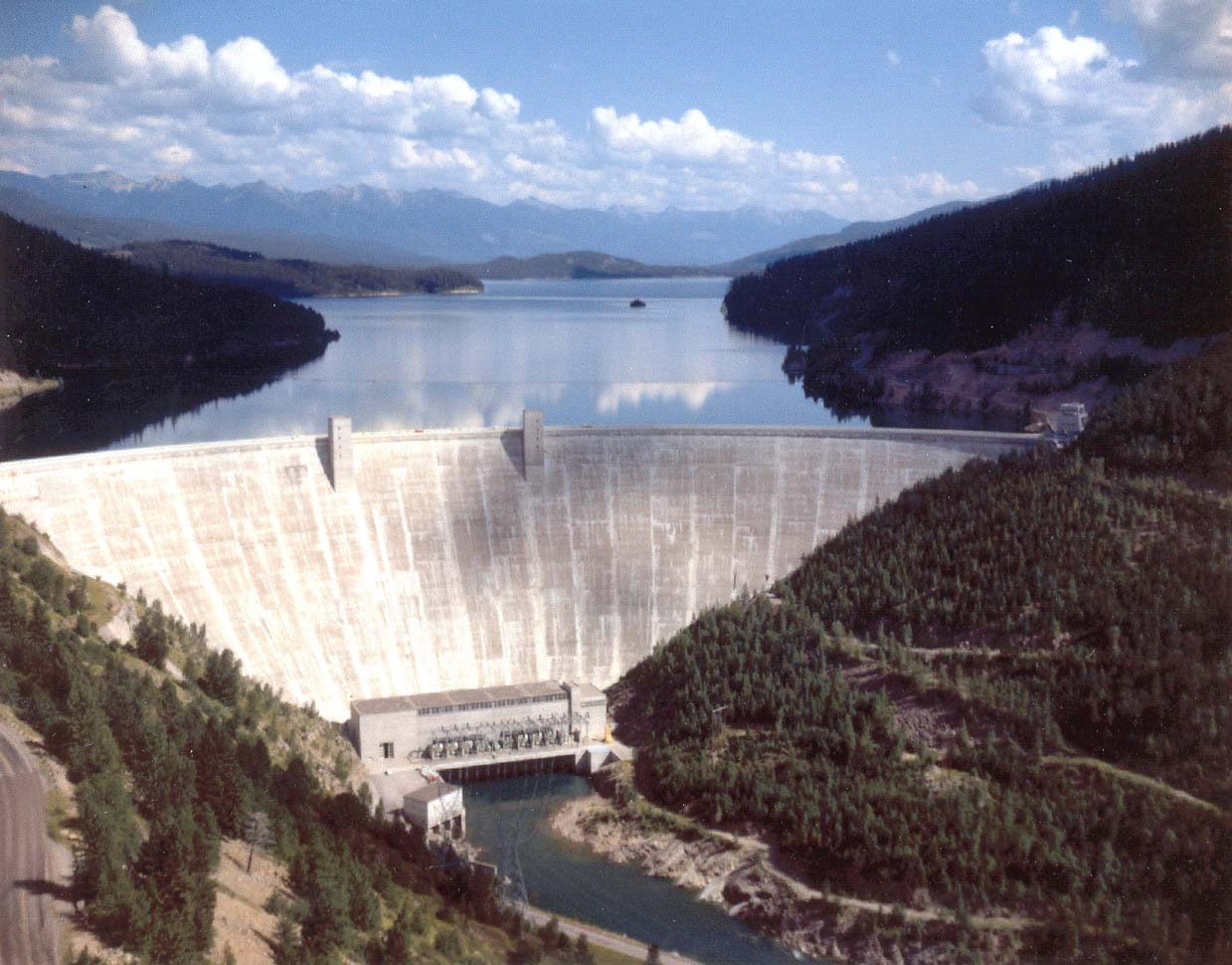
ハングリーホースダム（アメリカ） 高さ 171.9 m
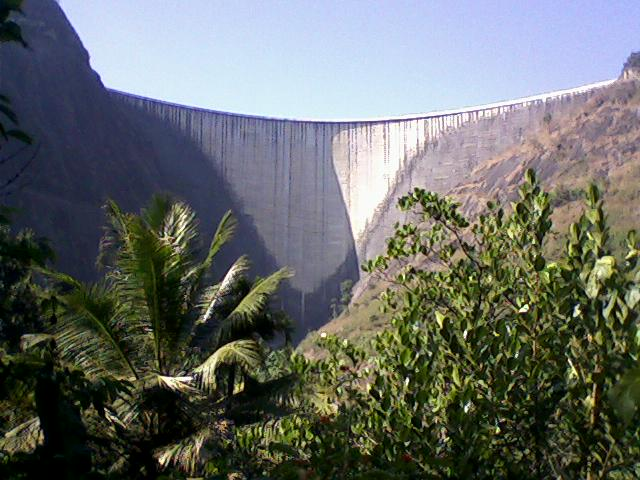
イドュッキーダム（インド） 高さ 169.1 m
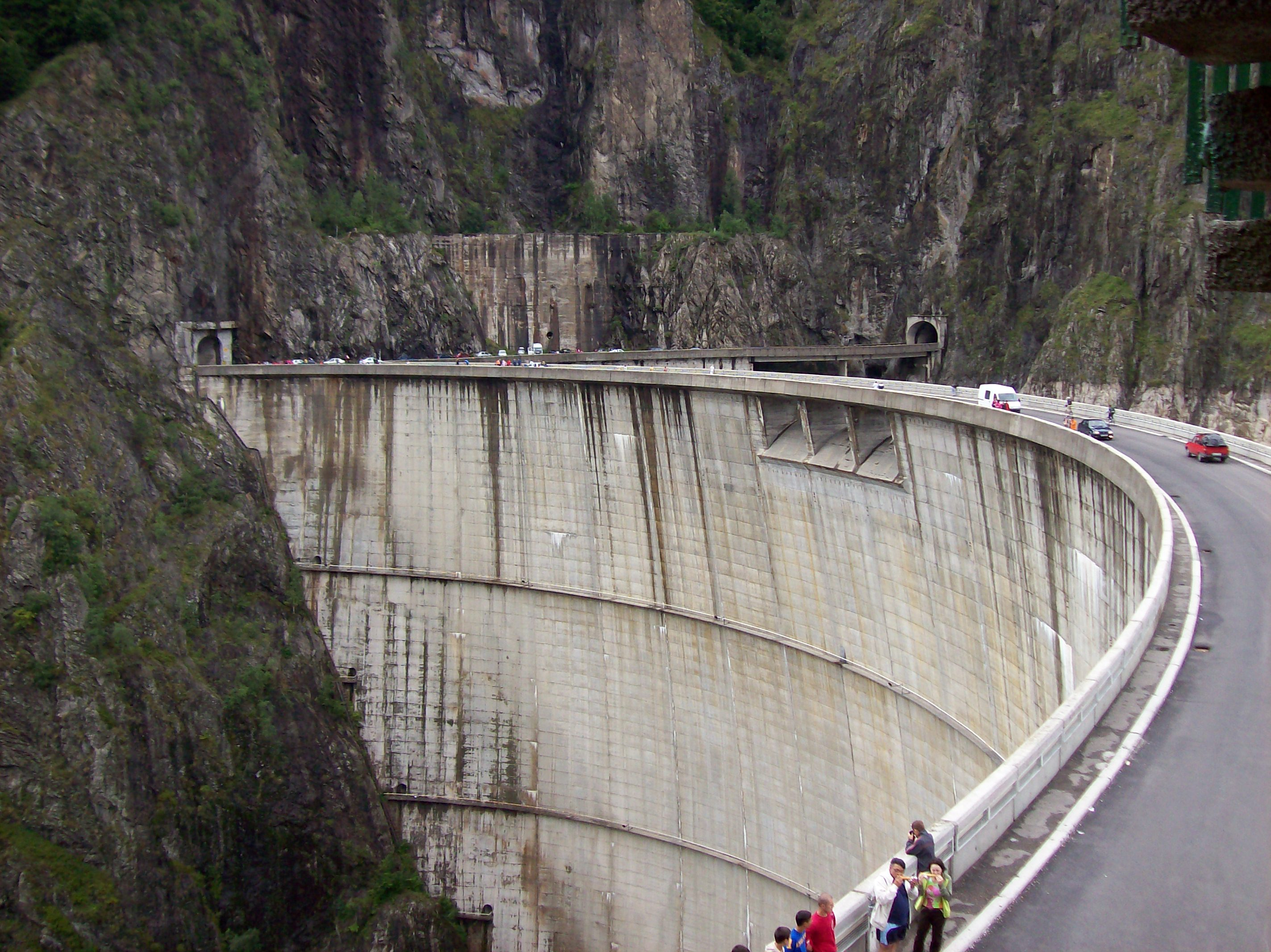
ヴィドラールダム（ルーマニア） 高さ 166 m

## 日本のアーチダム

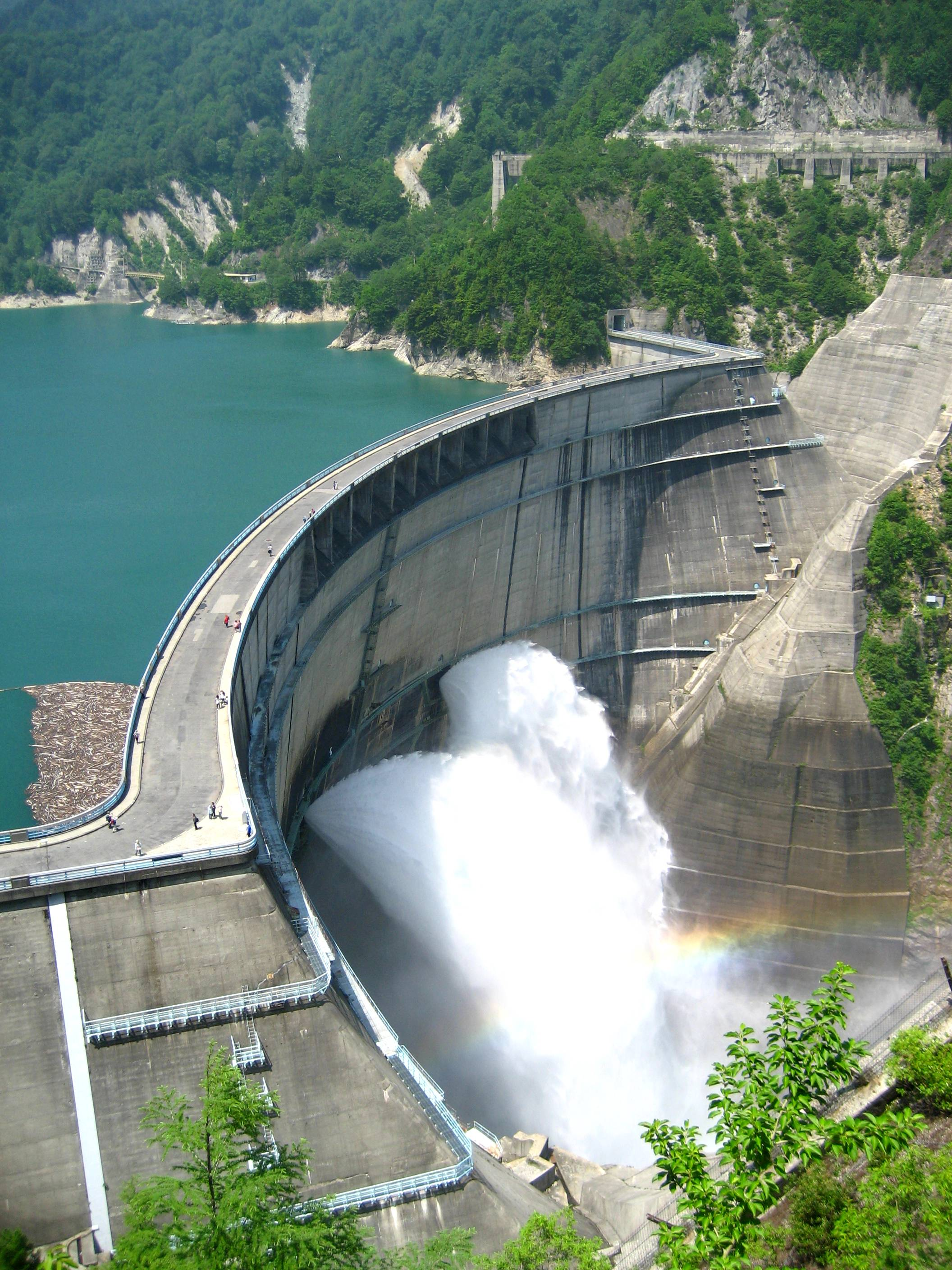
日本一の高さを誇る黒部ダム（黒部川）

日本に建設されている全てのアーチダムについては、日本のアーチダム一覧を参照のこと。
　日本では島根県の三成ダム（斐伊川）が河川法上の規定によるダムとしては最初のアーチ式コンクリートダムであるが、大正時代に旧・武蔵水力電気（東京電力の前身の一つ）が埼玉県に建設した浦山堰堤（堤高 14.0 m。現在は浦山ダムに水没。）が日本初のアーチ状堰堤建設例とも言われている。小堰堤まで含めれば青森県にある旧海軍大湊要港部水源地堰堤が、現存する最古のアーチダムということになる。大規模なアーチダムについては土木技術が未発達であったことで、多発する地震や集中豪雨・台風時の洪水処理に対する安全性の不安があって戦前は施工されなかった。
　日本で最初の高さ 100 m を超える大規模アーチダムは宮崎県の上椎葉ダム（耳川）である。現在のアーチ式コンクリートダムで見られるオーバーハングした三次元的形状が取り入れられた最初のアーチ式コンクリートダムは和歌山県の殿山ダム（日置川）が最初である。その後アーチダムの研究が活発化するに連れ盛んに建設されるようになり、1963年（昭和38年）に完成した黒部ダムは日本最大のダムとして、日本のダムの歴史に燦然と輝いている。ダムの形状としては美しい外観を有していることから、黒部ダムや温井ダム（滝山川）、豊平峡ダム（豊平川）などのように観光地化しているダムも多い。
強固な岩盤を有する峡谷に建設されることから、犀川や鬼怒川の様に同一河川に集中して建設されている例もある。近年は建設に適する地点が極めて少なくなり、2001年（平成13年）に完成した新潟県の奥三面ダム（三面川）の後は完成例がない。熊本県の川辺川ダム（川辺川）が計画されているアーチダムとしては唯一となるが中止の公算が大きいことから、今後この型式で建設される可能性は極めて少ない。

### 主なダム
| 所在地 | 水系名   | 一次 支川名 （本川） | 二次 支川名 | 三次 支川名 | ダム名       | 堤高 (m) | 総貯水 容量 （千m3） | 管理主体            | 備考       |
| ------ | -------- | -------------------- | ----------- | ----------- | ------------ | -------- | -------------------- | ------------------- | ---------- |
| 富山県 | 黒部川   | 黒部川               | －          | －          | 黒部ダム     | 186.0    | 199,285              | 関西電力            | 堤高日本一 |
| 広島県 | 太田川   | 滝山川               | －          | －          | 温井ダム     | 156.0    | 82,000               | 国土交通省          |            |
| 長野県 | 信濃川   | 犀川                 | －          | －          | 奈川渡ダム   | 155.0    | 123,000              | 東京電力            |            |
| 栃木県 | 利根川   | 鬼怒川               | －          | －          | 川治ダム     | 140.0    | 83,000               | 国土交通省          |            |
| 岐阜県 | 木曽川   | 飛騨川               | －          | －          | 高根第一ダム | 133.0    | 43,568               | 中部電力            |            |
| 群馬県 | 利根川   | 利根川               | －          | －          | 矢木沢ダム   | 131.0    | 204,300              | 水資源機構          |            |
| 宮崎県 | 一ツ瀬川 | 一ツ瀬川             | －          | －          | 一ツ瀬ダム   | 130.0    | 261,315              | 九州電力            |            |
| 福井県 | 九頭竜川 | 真名川               | －          | －          | 真名川ダム   | 127.5    | 115,000              | 国土交通省          |            |
| 栃木県 | 利根川   | 鬼怒川               | －          | －          | 川俣ダム     | 117.0    | 87,600               | 国土交通省          |            |
| 愛知県 | 天竜川   | 大千瀬川             | 大入川      | －          | 新豊根ダム   | 116.5    | 53,500               | 国土交通省 電源開発 |            |

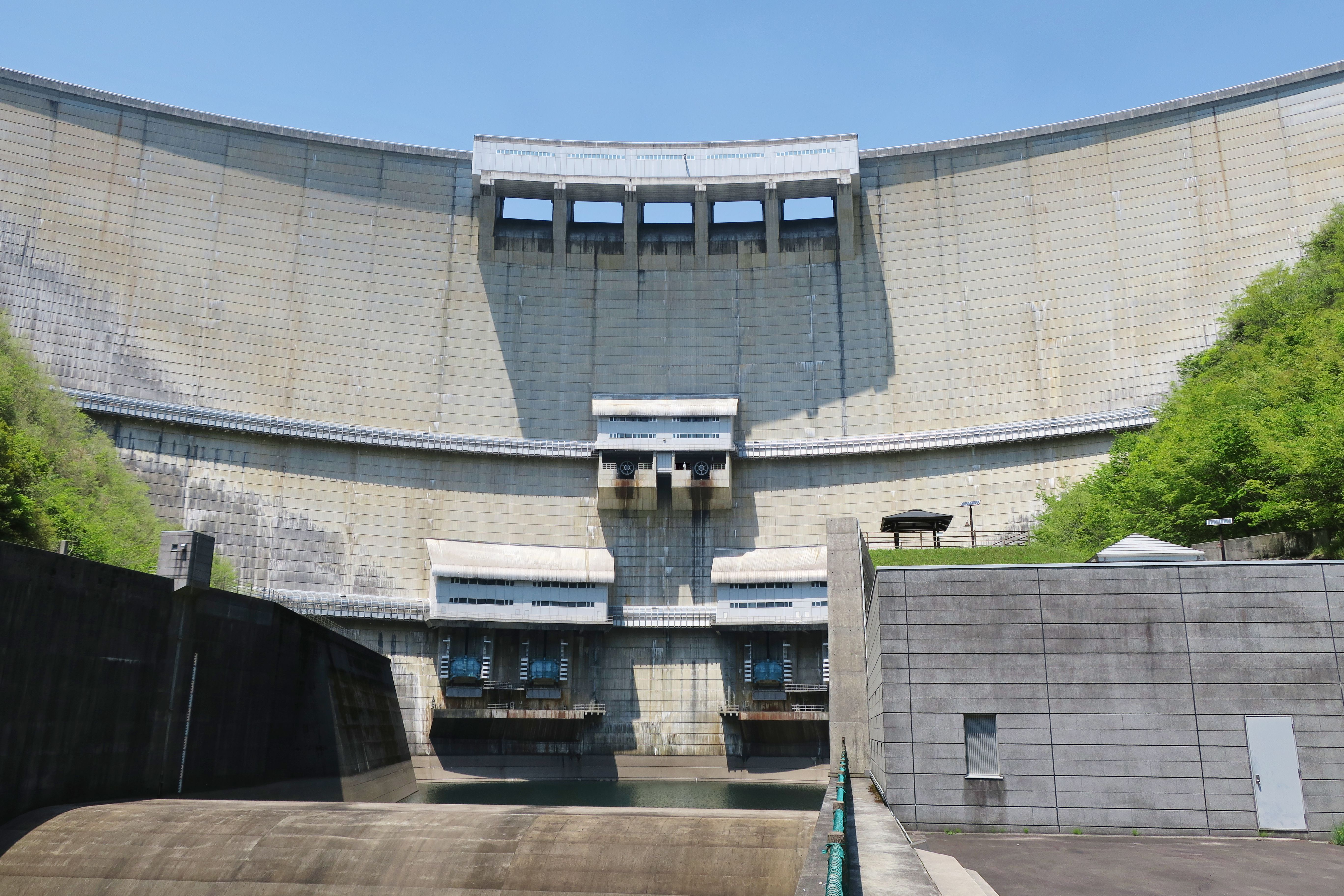
温井ダム（滝山川） 高さ 156 m
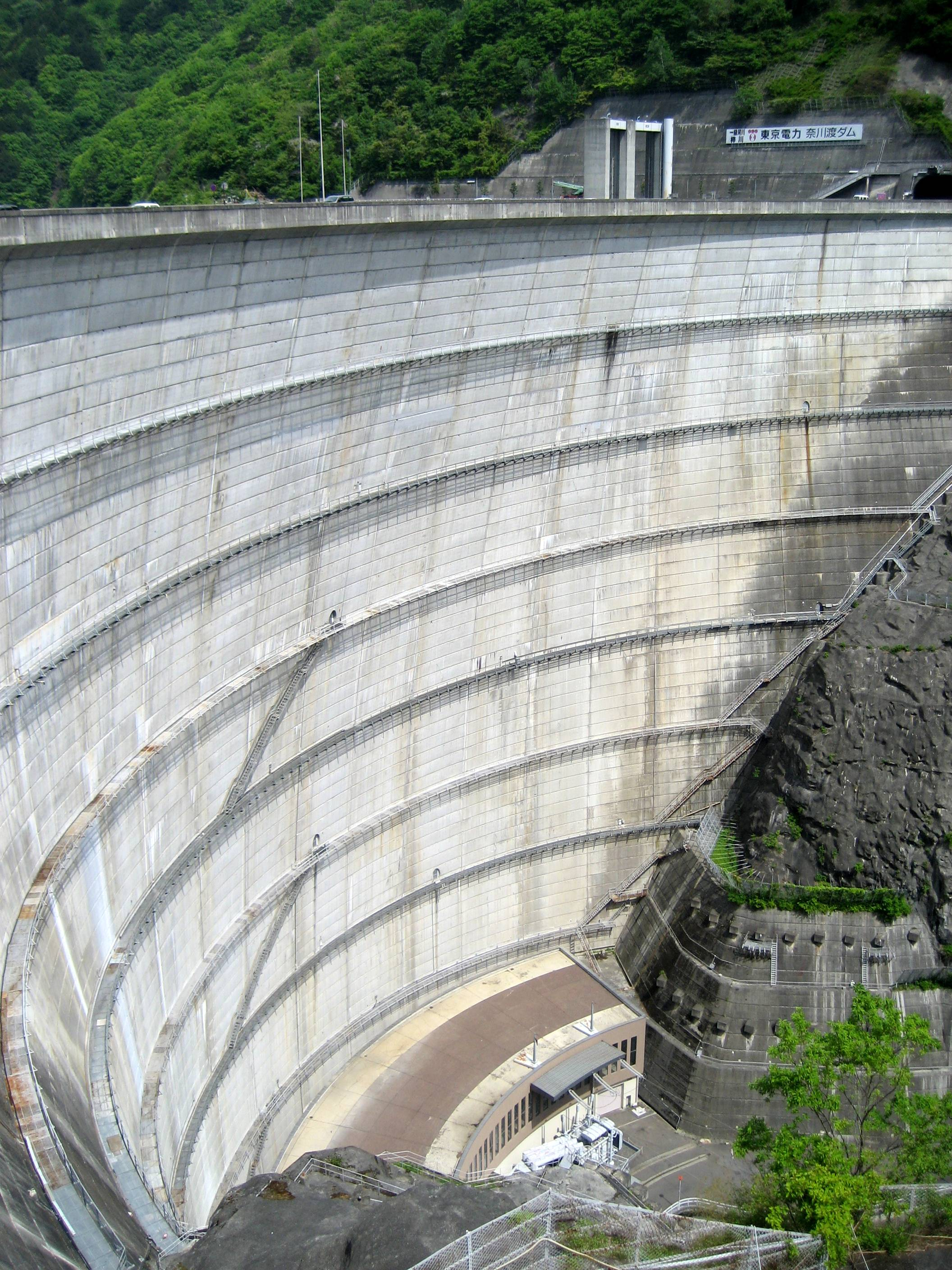
奈川渡ダム（犀川） 高さ 155 m
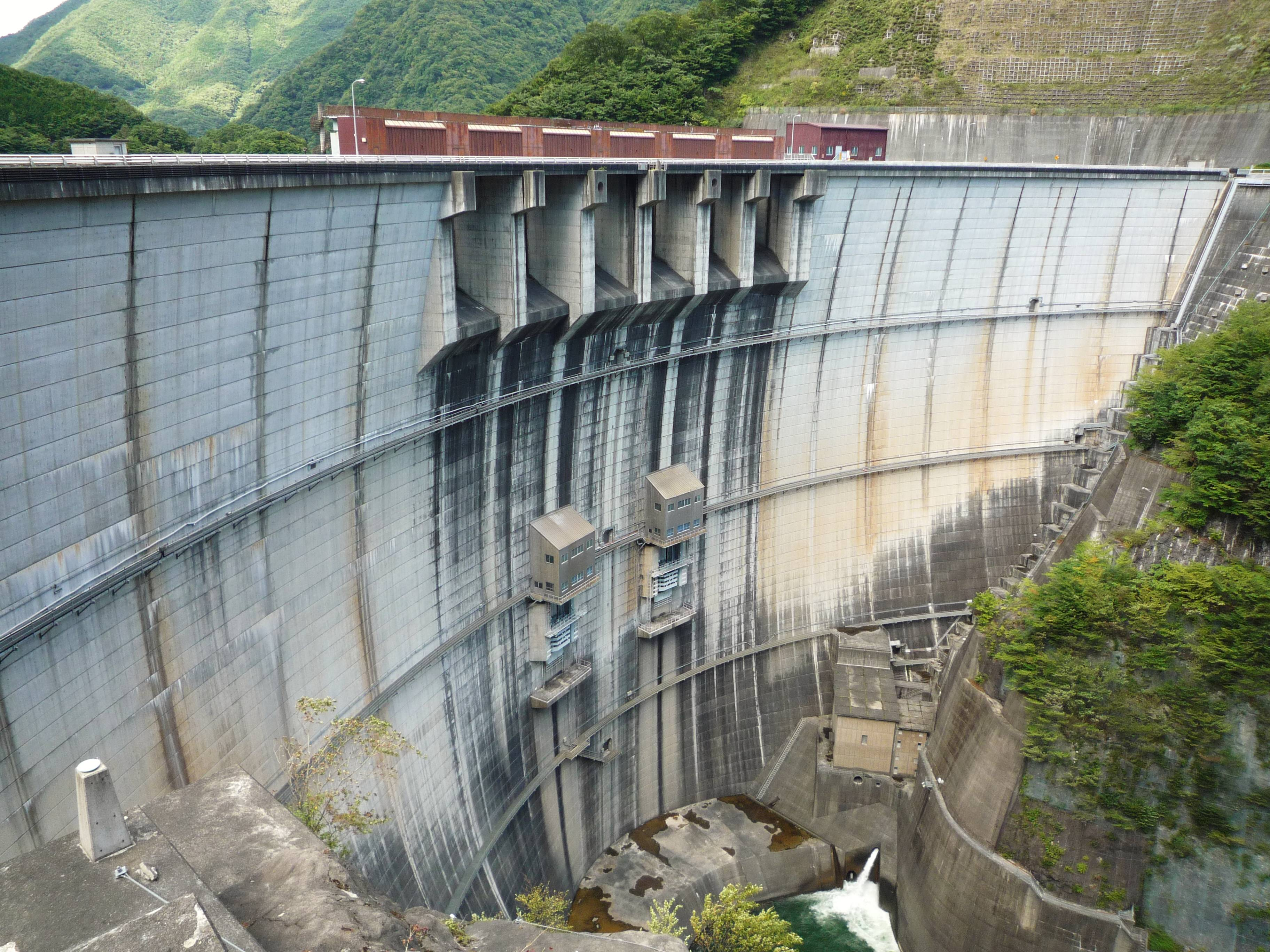
川治ダム（鬼怒川） 高さ 140 m
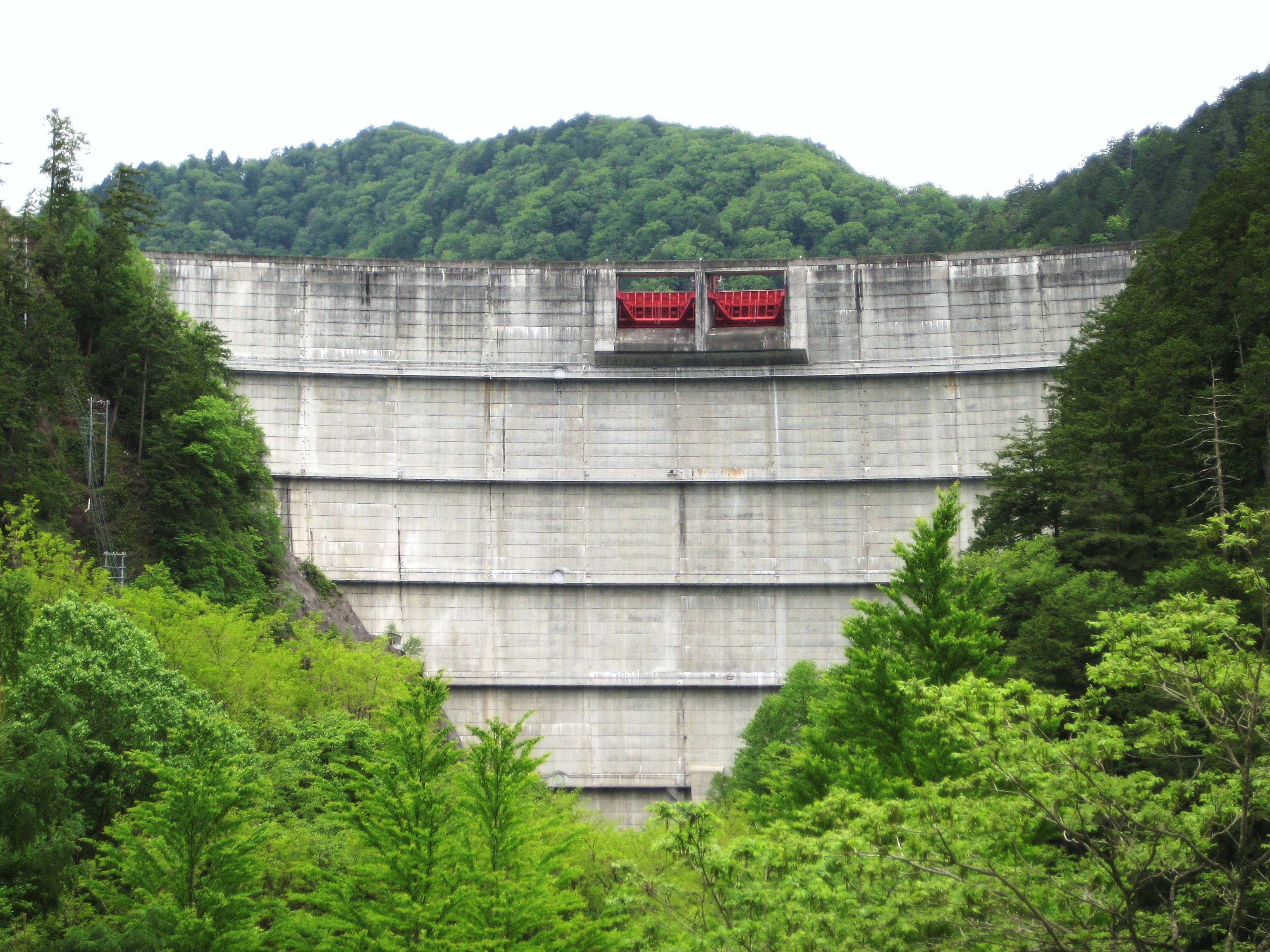
高根第一ダム（飛騨川） 高さ 133 m
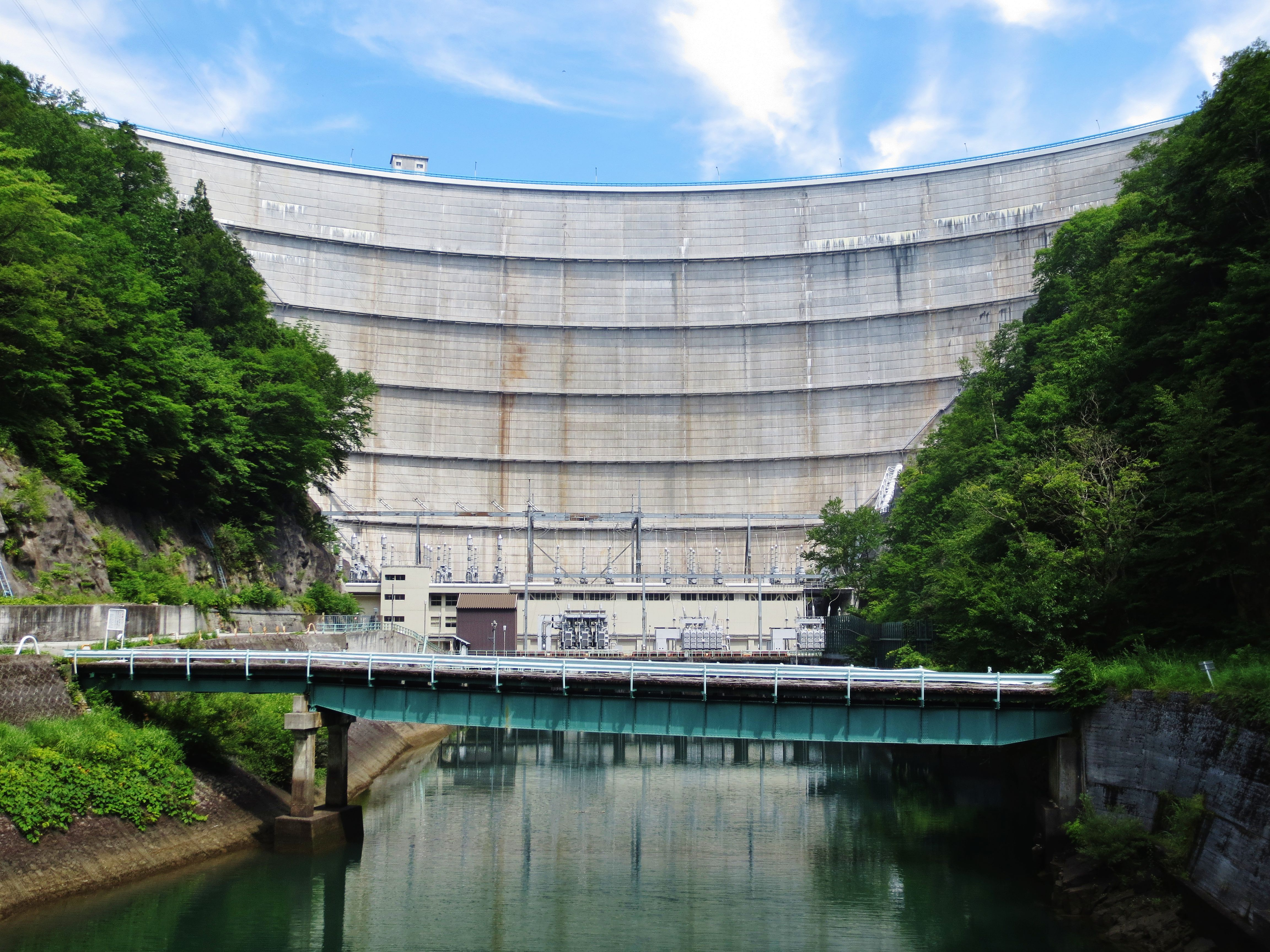
矢木沢ダム（利根川） 高さ 131 m
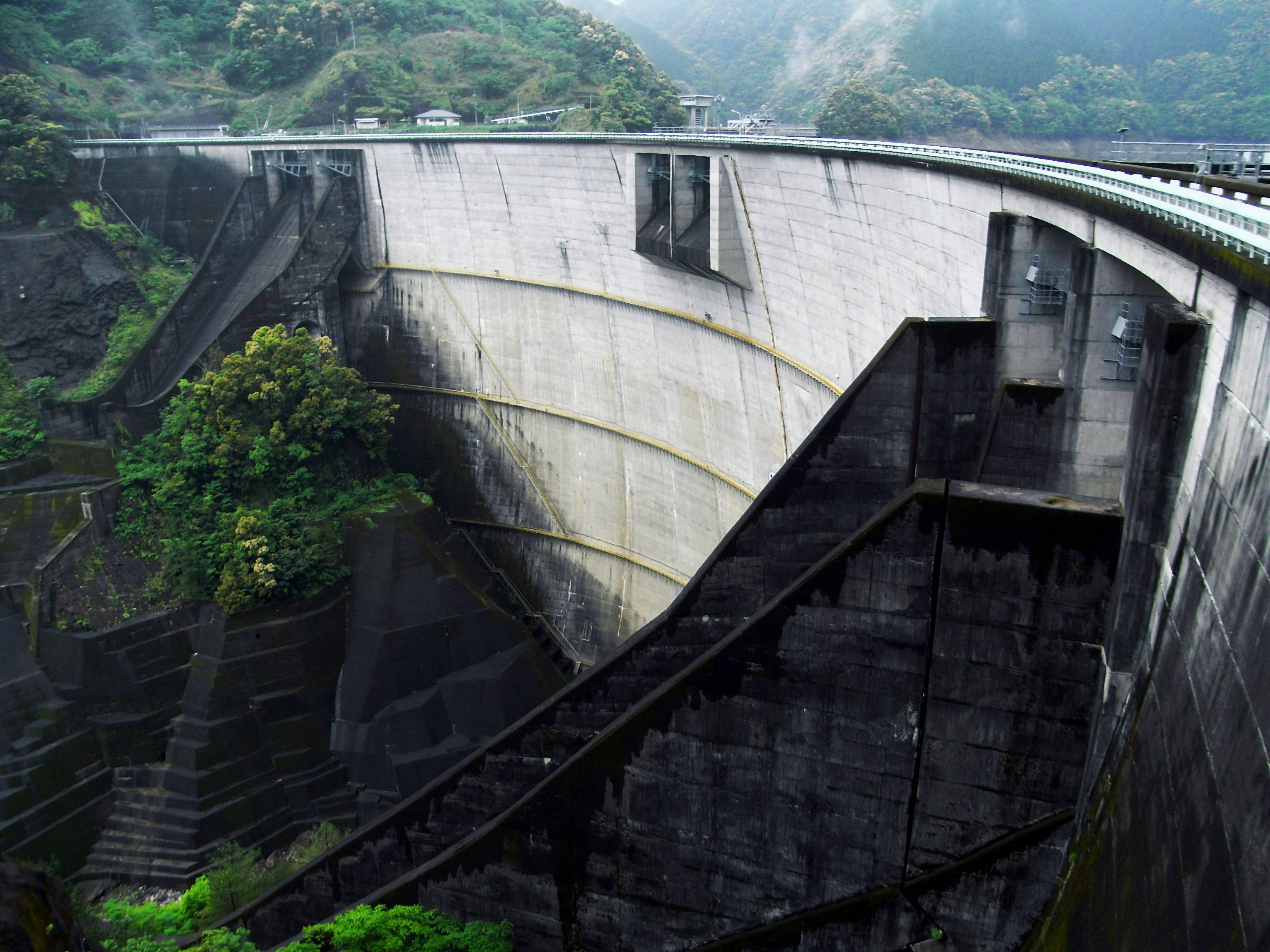
一ツ瀬ダム（一ツ瀬川） 高さ 130 m
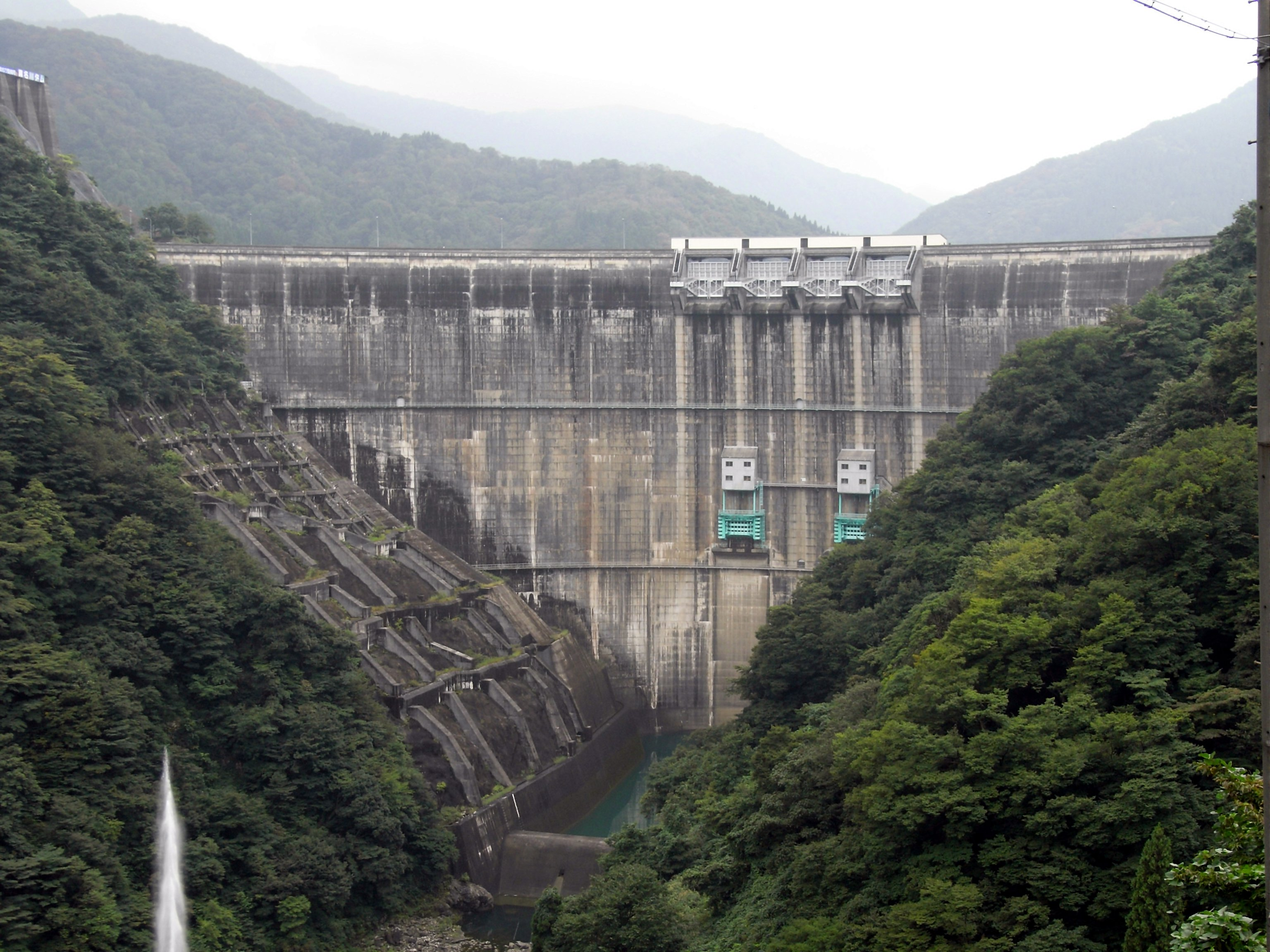
真名川ダム（真名川） 高さ 127.5 m
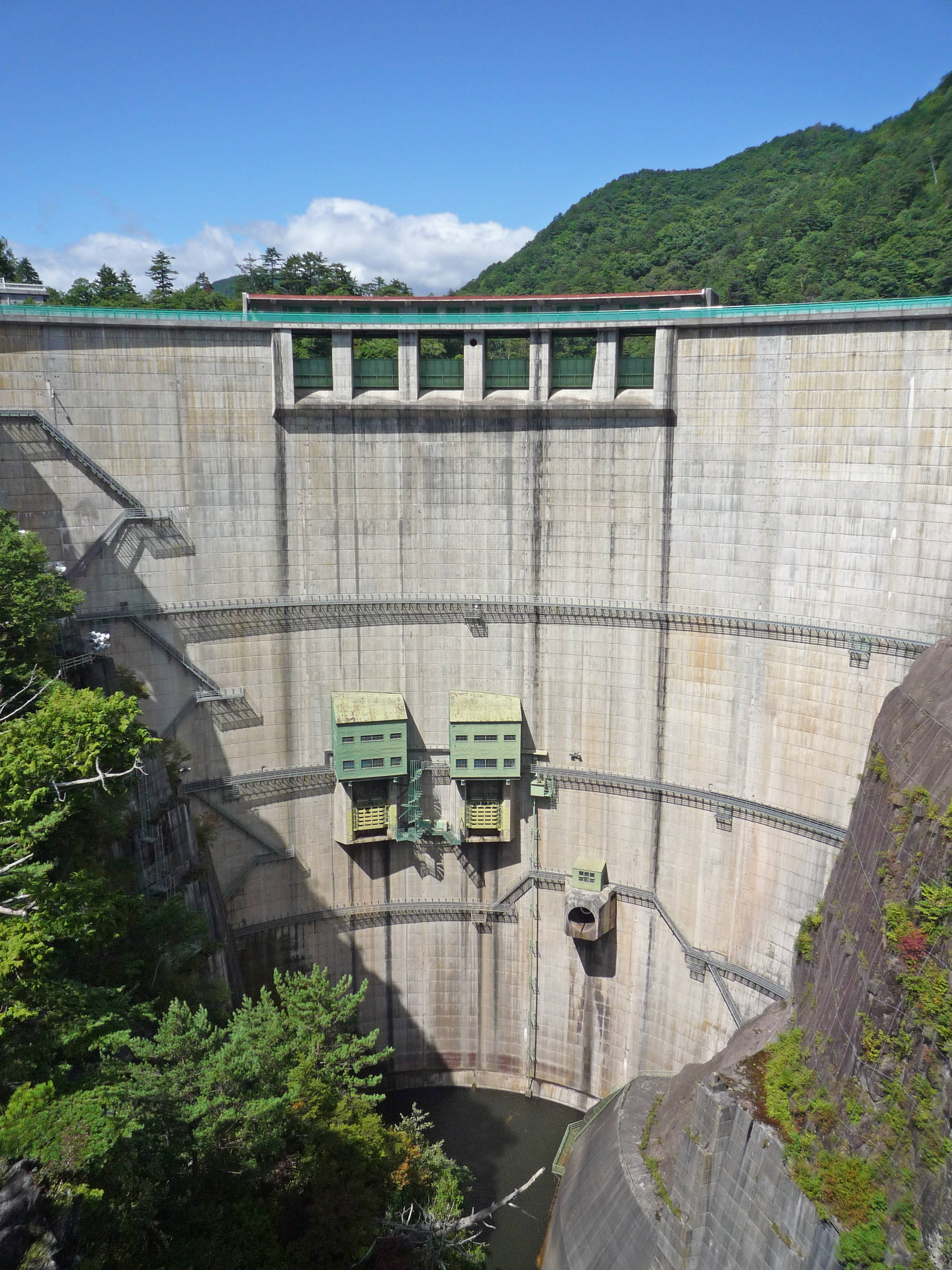
川俣ダム（鬼怒川） 高さ 117 m
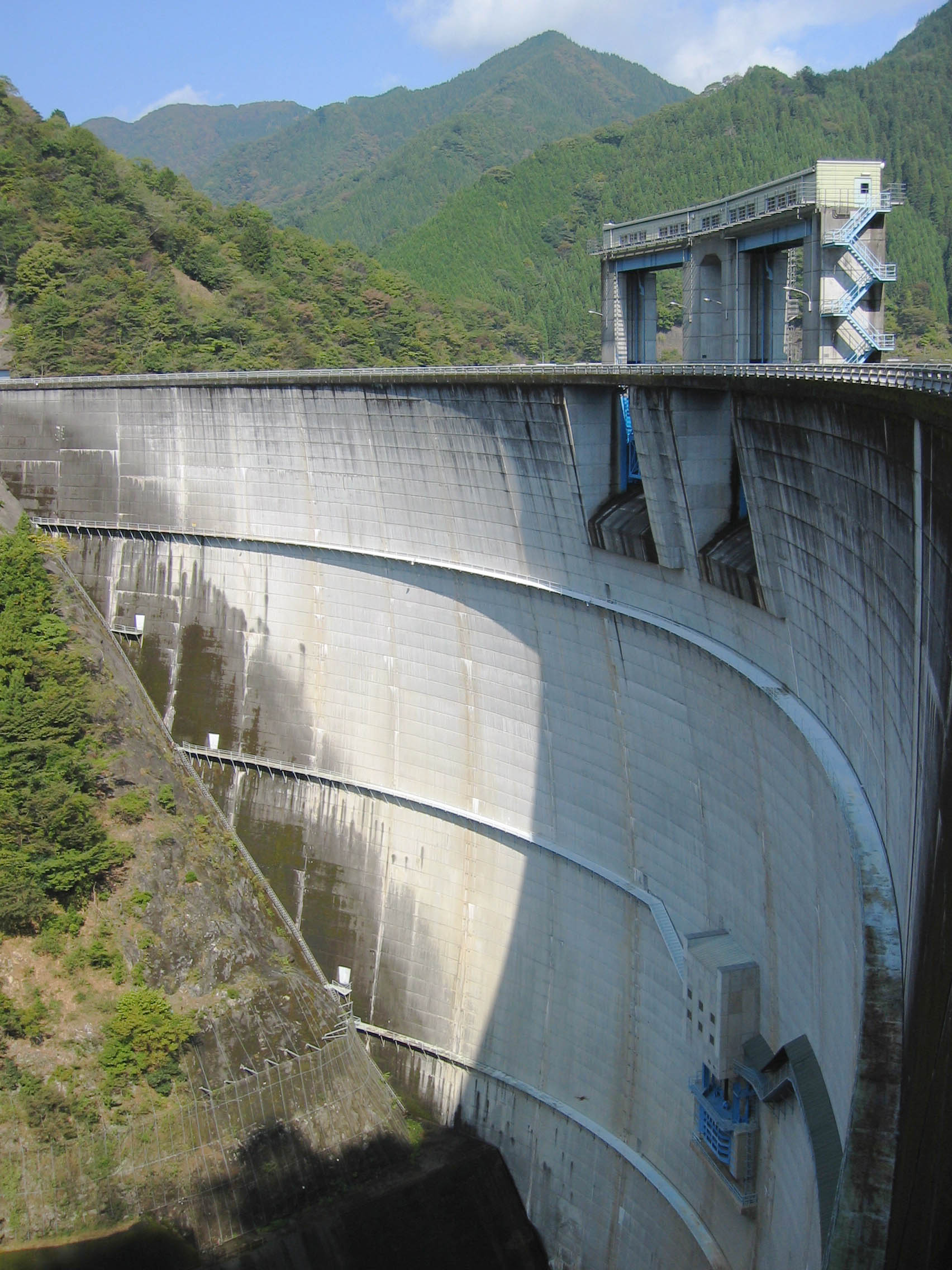
新豊根ダム（大入川） 高さ 116.5 m
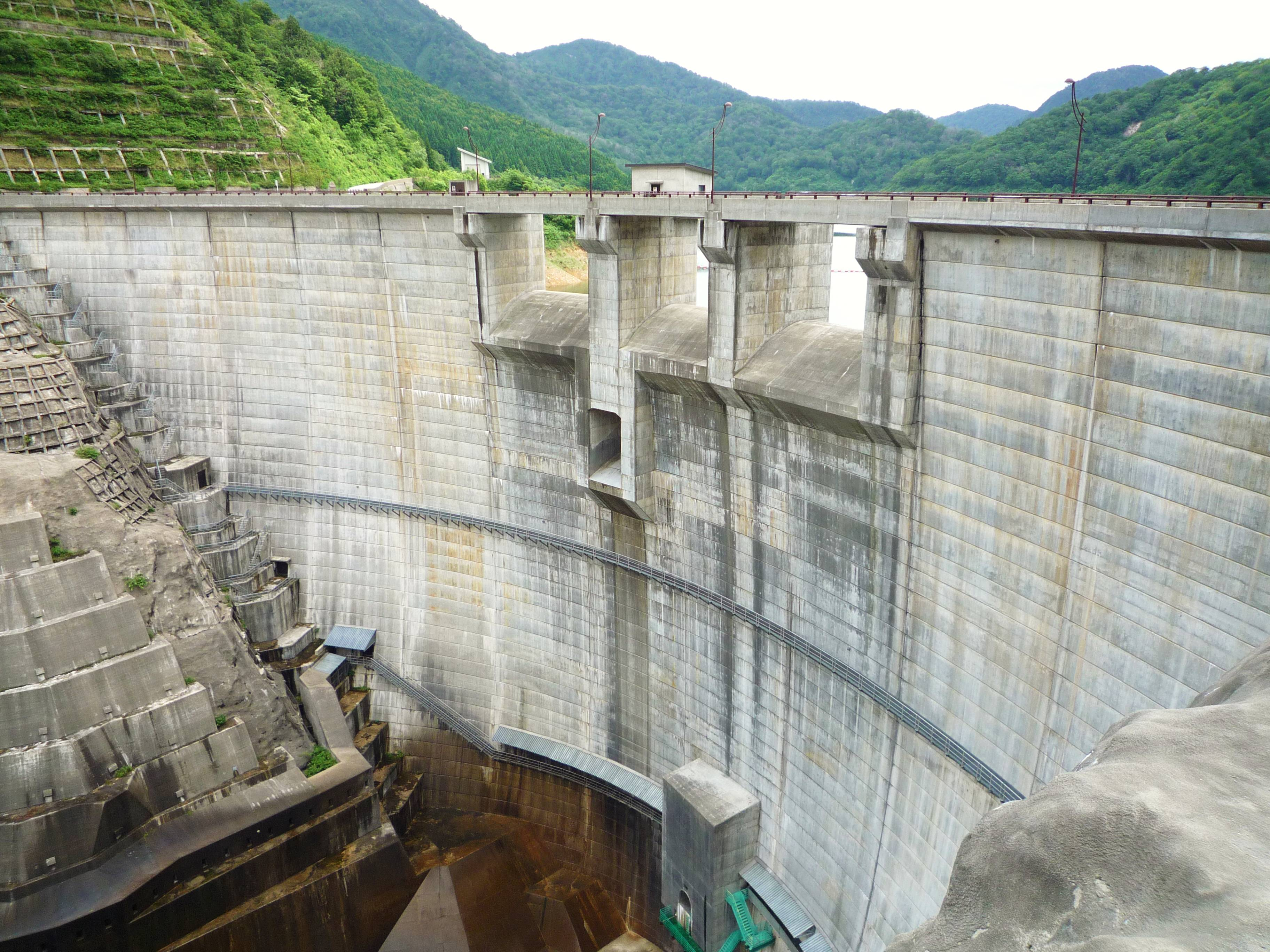
奥三面ダム（三面川） 高さ 116 m
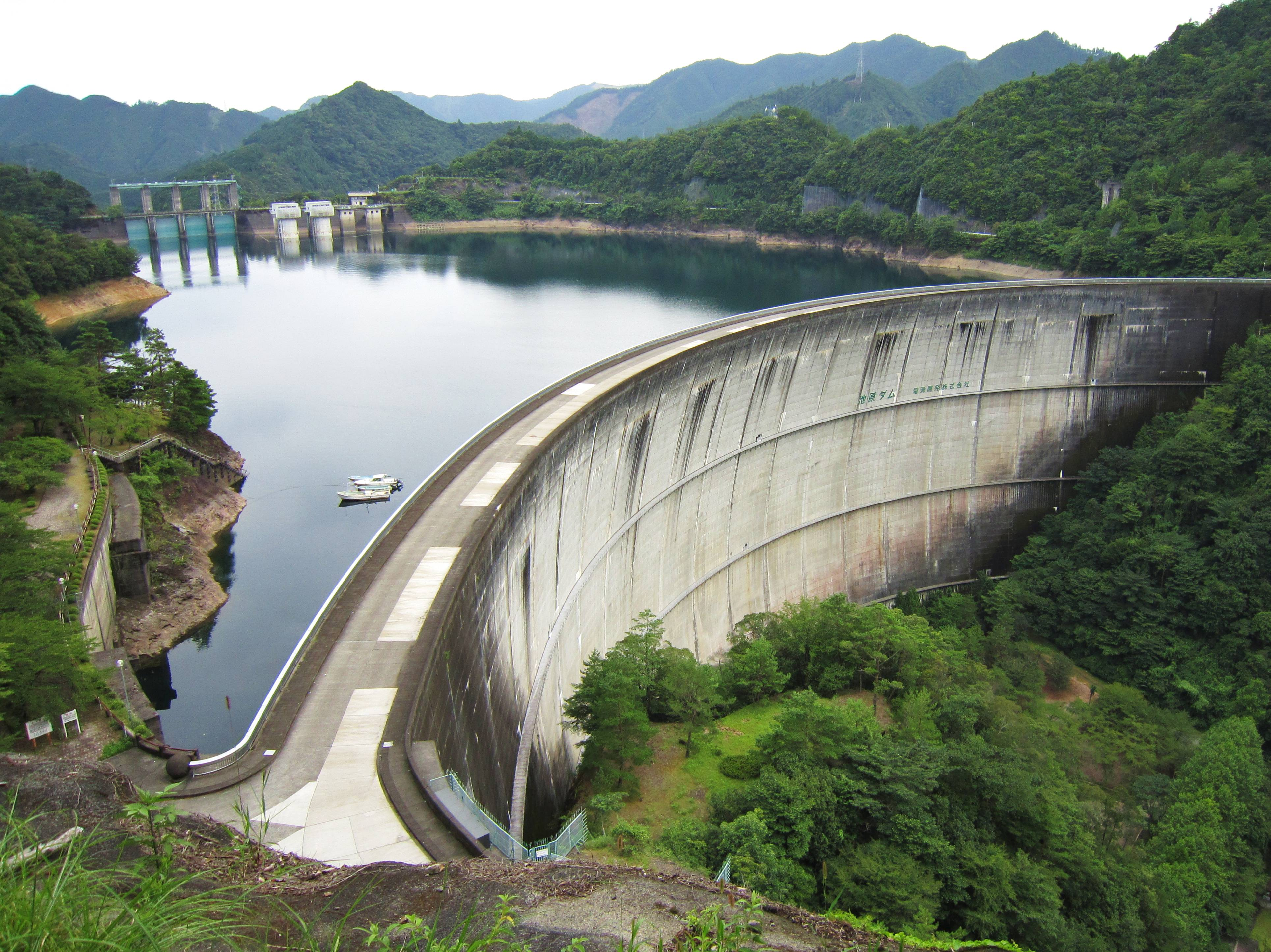
池原ダム（北山川） 高さ 111 m
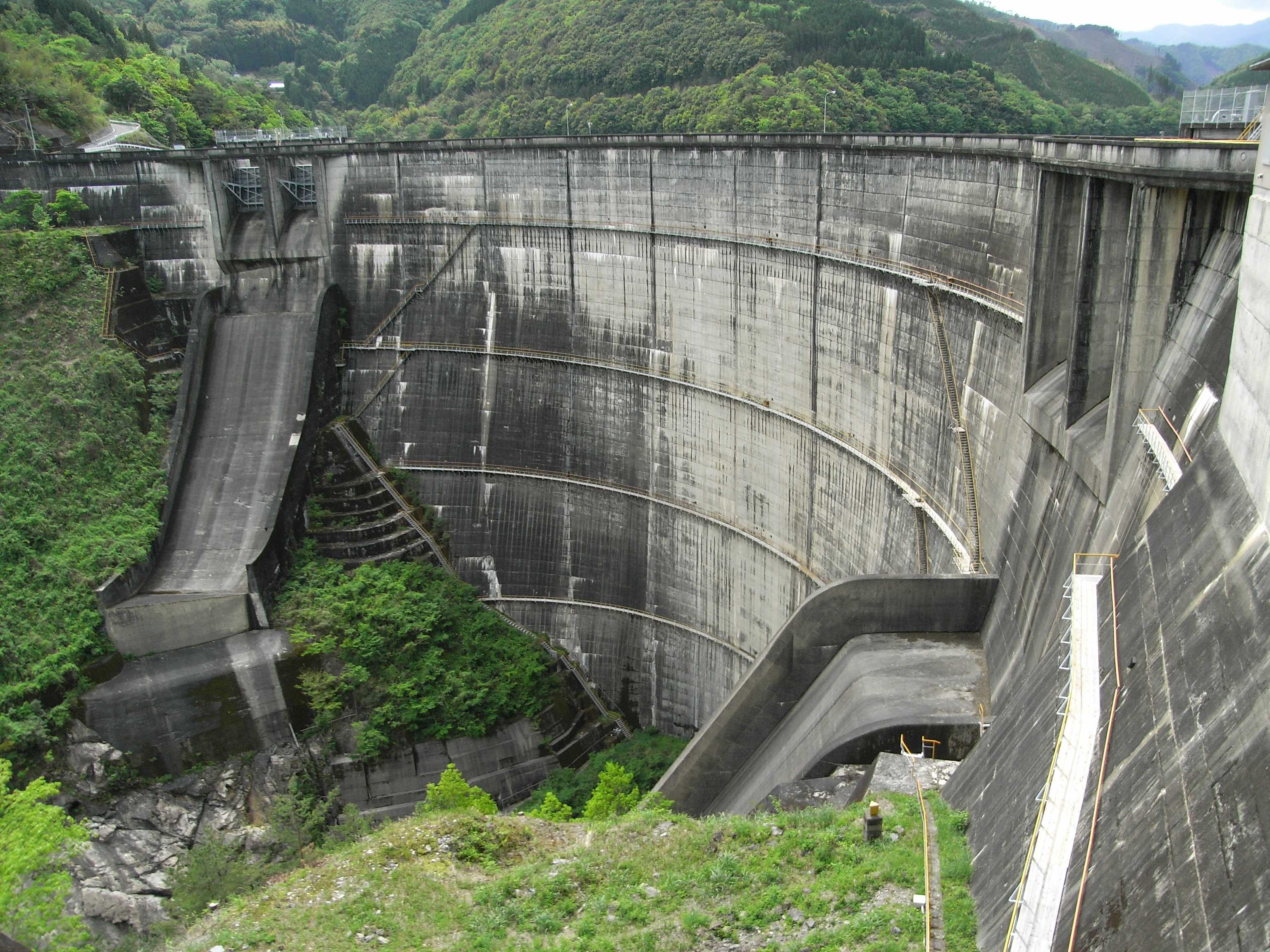
上椎葉ダム（耳川） 高さ 110 m
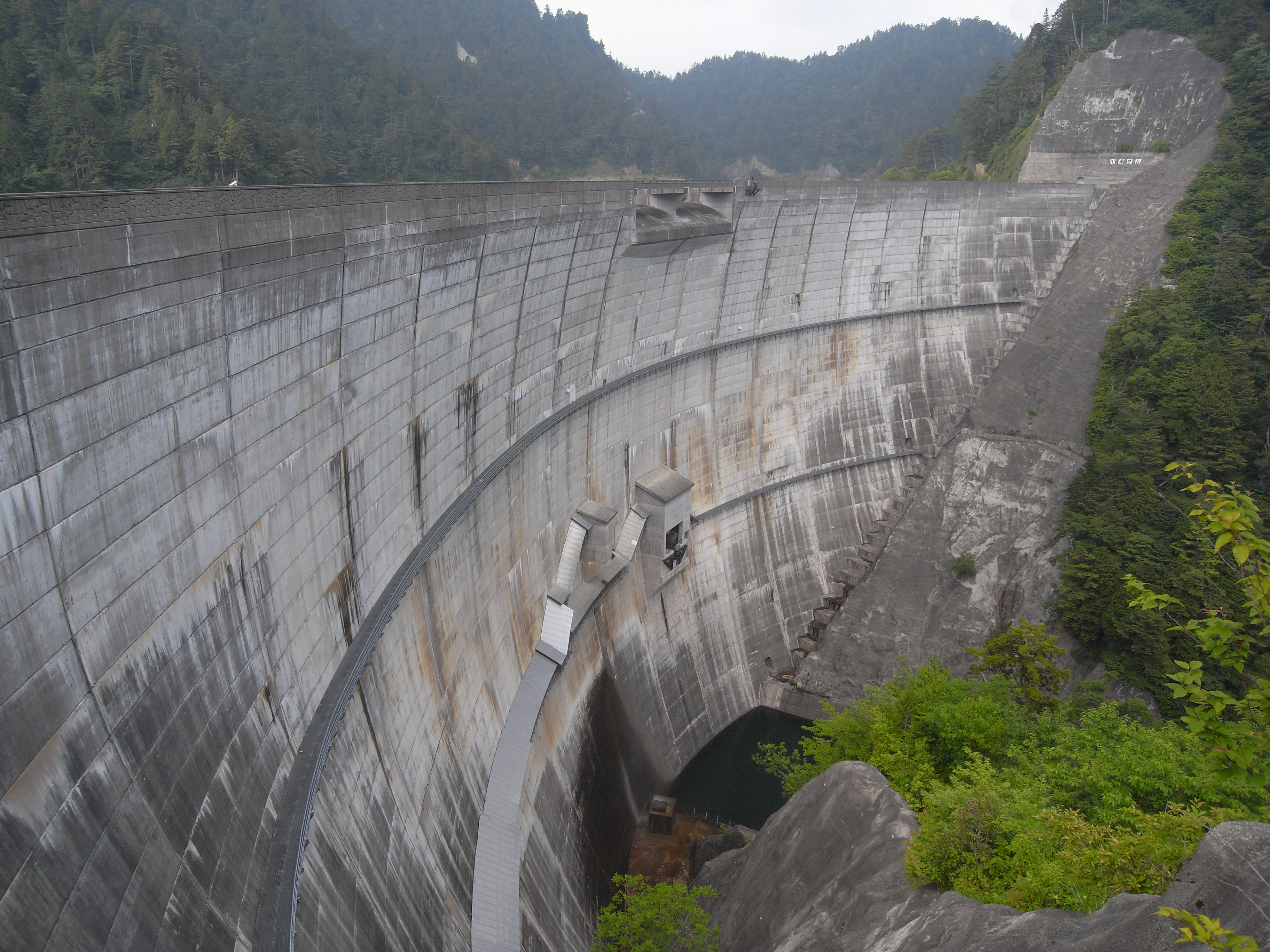
川浦ダム（西ヶ洞谷川） 高さ 107.5 m
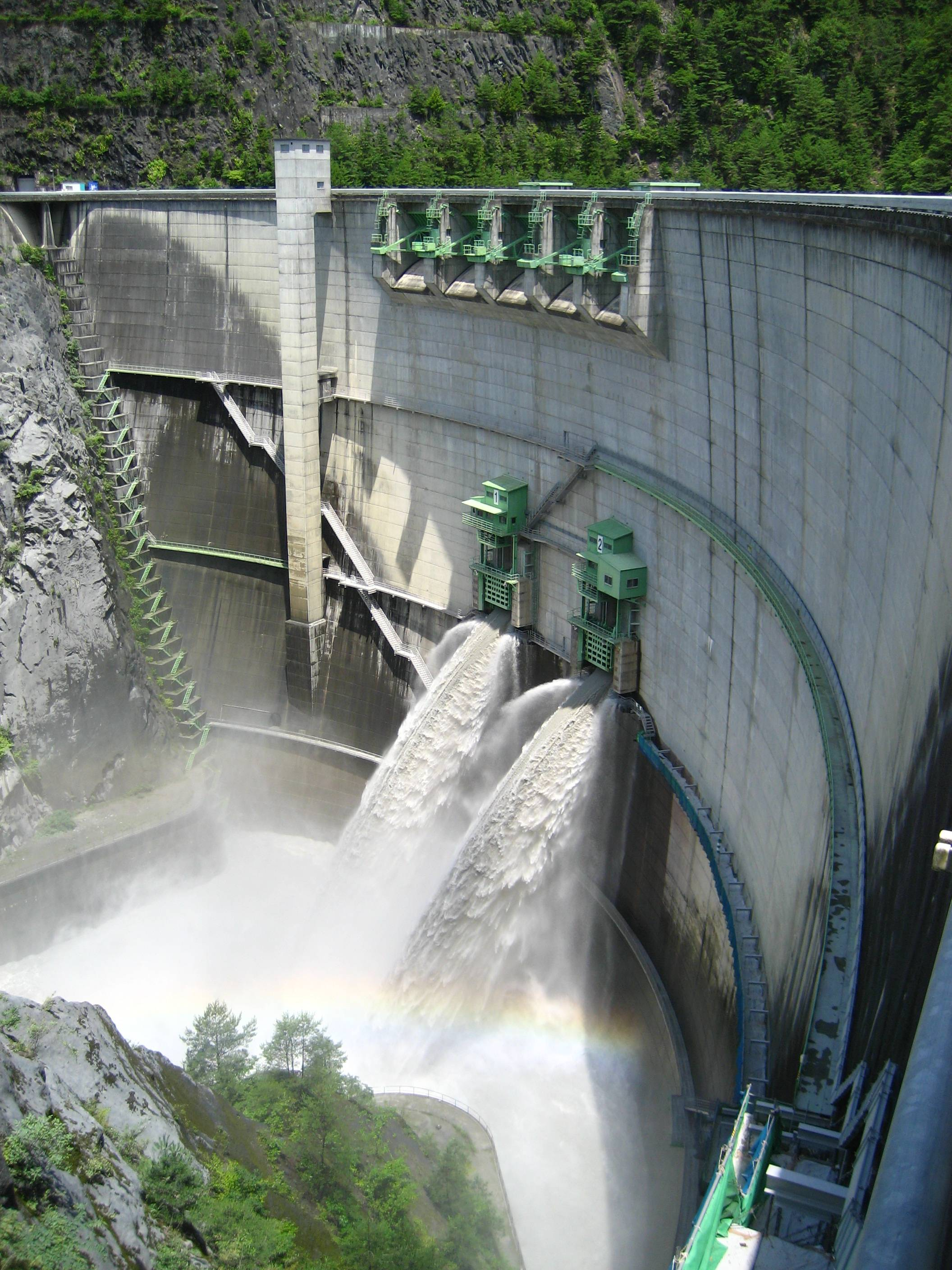
小渋ダム（小渋川） 高さ 105 m
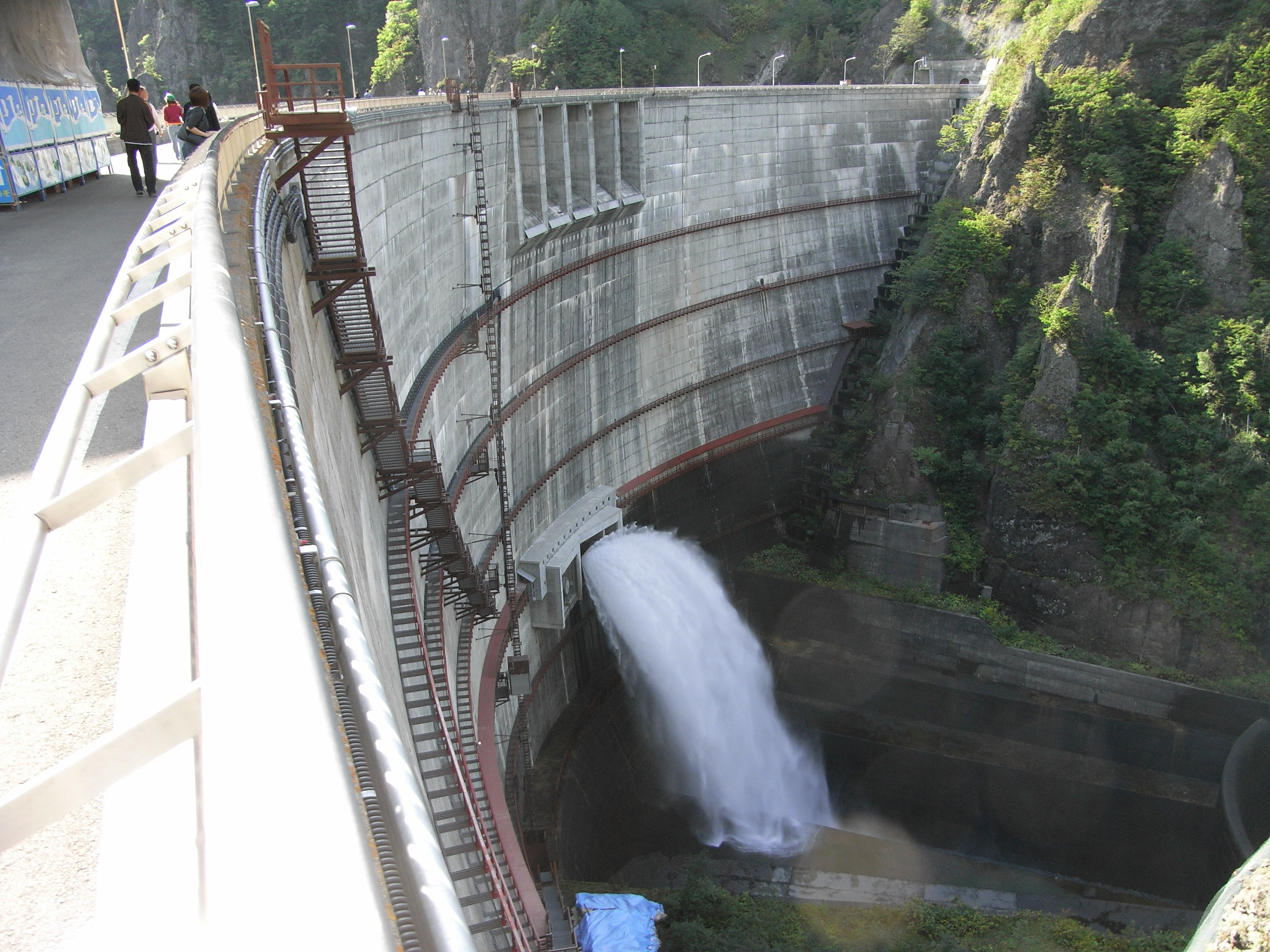
豊平峡ダム（豊平川） 高さ 102.5 m